# Jeanette Brakewell
Jeanette Brakewell, född den 4 februari 1974 i Chorley, Lancashire, är en brittisk ryttare.
Hon tog OS-silver i lagtävlingen i fälttävlan i samband med de olympiska ridsporttävlingarna 2004 i Aten.